# Minuta

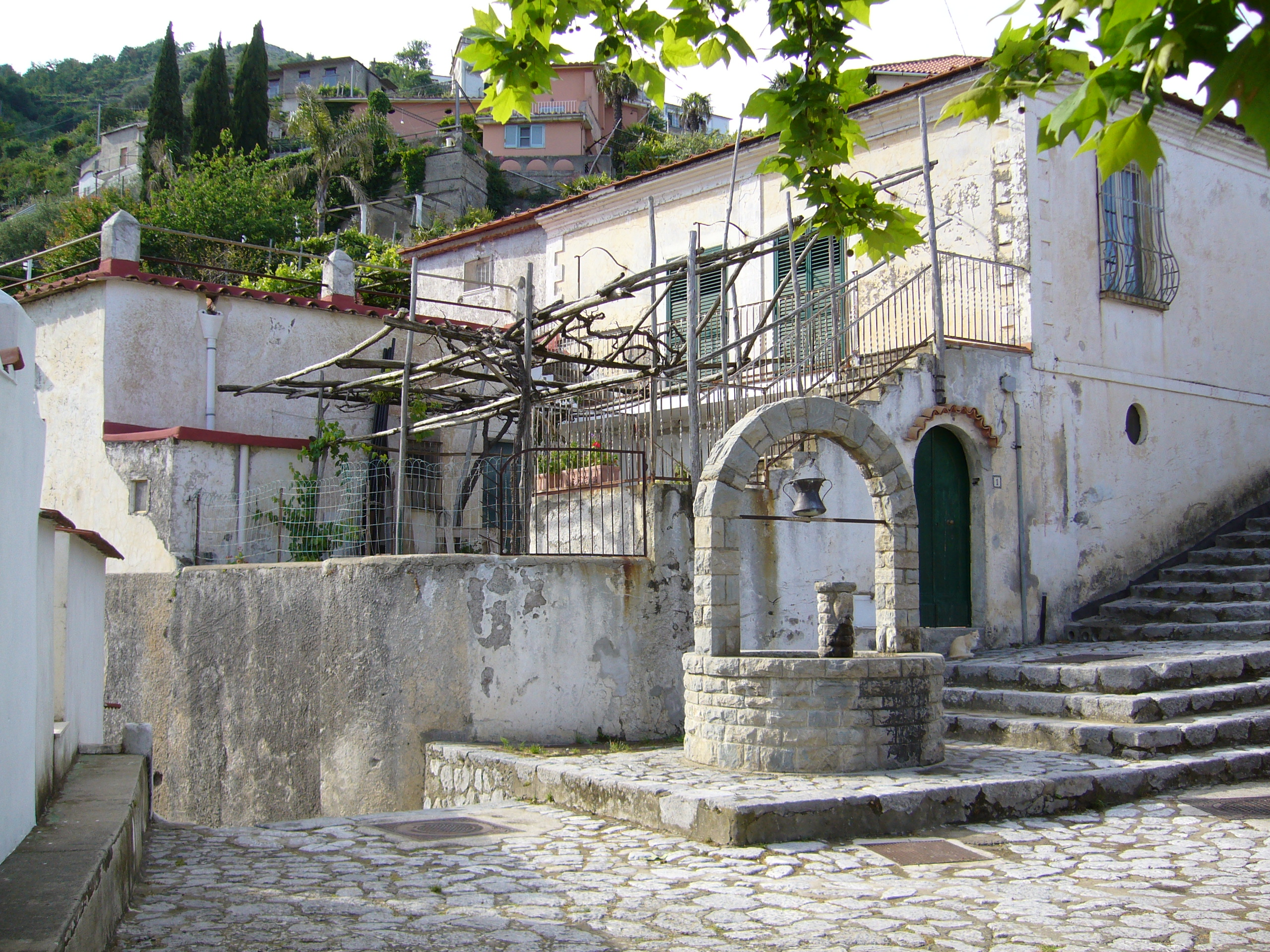
Minuta

Minuta ist ein Dorf an der Amalfiküste, Provinz Salerno, Italien. Minuta (Nebenform: Minuto) gehört zur Gemeinde Scala.

## Lage
Der Ort liegt auf 380 Meter Höhe über dem Mühltal von Amalfi. Die Autostraße berührt den Ort, der eigentliche Ortskern ist nur über die für die Amalfiküste typischen Treppenwege zu erreichen. Einer dieser Wege führt in etwa einer Stunde von Minuta ins Mühltal.

## Geschichte
Die Geschichte von Minuta reicht bis ins Mittelalter zurück, wovon der Dom zeugt. Die erste Ansicht des kleinen Ortes stammt aus dem Skizzenbuch des deutschen Malers Carl Blechen der 1829 von Amalfi über Minuta und Scala nach Ravello wanderte.

## Sehenswürdigkeiten
Die größte Sehenswürdigkeit des Ortes ist der mittelalterliche Dom. Er stammt aus der Zeit um 1200, ist dreischiffig, je 10 Säulen antiker Herkunft trennen das Mittelschiff von den beiden Seitenschiffen. In die Portale der Fassade sind antike Spolien eingelassen; das Mittelportal trägt Spuren einer antiken Inschrift. In der Lünette des Mittelportals eine Madonna aus dem 15. Jahrhundert. Die Krypta ist mit Fresken aus der Zeit um 1200 geschmückt, die sich zum Teil in schlechtem Zustand befinden; die Köpfe einiger Figuren wurden in jüngerer Zeit von Kunsträubern herausgeschnitten. Unter ihnen ist neben der Darstellung eines byzantinischen Christus Pantokrator und einem Marienleben vor allem ein Freskenzyklus interessant, der ein Wunder des Heiligen Nikolaus zeigt: Ein von Sarazenen entführtes Kind wird dank des Eingreifens des Heiligen seinen Eltern wieder zurückgegeben.